# 瓦扎帕迪
瓦扎帕迪（Vazhapadi），是印度泰米尔纳德邦Salem县的一个城镇。总人口16121（2001年）。

## 人口
该地2001年总人口16121人，其中男性8137人，女性7984人；0—6岁人口1864人，其中男953人，女911人；识字率63.81%，其中男性为70.95%，女性为56.54%。